# Cheiloneurus axillaris
Cheiloneurus axillaris är en stekelart som beskrevs av Hayat, Alam och Agarwal 1975. Cheiloneurus axillaris ingår i släktet Cheiloneurus och familjen sköldlussteklar.
Artens utbredningsområde är Bangladesh. Inga underarter finns listade i Catalogue of Life.